# 萧山经济技术开发区
萧山经济技术开发区是位于杭州萧山区、1993年5月建立的国家级经济技术开发区。2009年萧山开发区与江东新城（江东工业园区）党工委、管委会实行“一套班子、两块牌子”管理。

## 简介
开发区下辖市北、桥南、江东三大区块，总规划面积181平方公里，区内设有杭州江东国家新能源高新技术产业化基地、装备制造国家新型工业化产业示范基地、国家级杭州软件产业基地萧山扩展区块，以及江东新城和萧山高新技术产业园区这两个省级开发区。
截至2012年6月，开发区已引进外资企业550个，总投资84亿美元，其中有237个总投资达1000万美元以上的项目；批准内资项目357个；引进14家世界500强企业，基本形成了机械制造、电子电器、汽车整车及重点零部件、轻纺服装、医药食品、建材家具这六大支柱性产业。

## 主要企业
- 中国重汽集团杭州发动机有限公司
- 杭州宏胜饮料集团有限公司
- 杭州钱鸿实业集团有限公司
- 汉帛（中国）有限公司
- 美德斯电梯（浙江）有限公司
- 西尼电梯（杭州）有限公司
- 杭州华冲科技有限公司
- 科都电气（杭州）有限公司
- 浙江融创信息产业有限公司
- 上方能源技术（杭州）有限公司
- 杭州春迪光伏科技有限公司
- 杭州德的酒店有限公司
- 浙江大宋控股集团有限公司
- 浙江海裕橡胶有限公司
- 通用电气能源（杭州）有限公司
- 绿华能源科技（杭州）有限公司
- 杭州海鲸光电科技有限公司
- 杭州谷易计算机有限公司
- 采埃孚传动技术（杭州）有限公司
- 浙江青年莲花汽车有限公司
- 杭州依维柯汽车传动技术有限公司
- 杭州威斯汀置业有限公司
- 杭州盈控自动化有限公司
- 杭州萧山吉瑞汽车有限公司